# Fritillaria
A Fritillaria a liliomfélék (Liliaceae) családjának egyik nemzetsége. Mintegy 140 faj tartozik ide.

## Rendszerezés
A nembe az alábbi fajok tartoznak:
- Fritillaria acmopetala
- Fritillaria affinis
- Fritillaria agrestis
- Fritillaria alburyana
- Fritillaria alfredae
- Fritillaria amabilis
- Fritillaria amana
- Fritillaria anhuiensis
- Fritillaria ariana
- Fritillaria assyriaca
- Fritillaria atrolineata
- Fritillaria atropurpurea
- Fritillaria aurea
- Fritillaria ayakoana
- Fritillaria baskilensis
- Fritillaria biflora
- Fritillaria bithynica
- Fritillaria brandegeei
- Fritillaria bucharica
- Fritillaria byfieldii
- Fritillaria camschatcensis
- Fritillaria carica
- Fritillaria caucasica
- Fritillaria chlorantha
- Fritillaria chlororhabdota
- Fritillaria cirrhosa
- Fritillaria collina
- Fritillaria conica
- Fritillaria crassicaulis
- Fritillaria crassifolia
- Fritillaria dagana
- Fritillaria dajinensis
- Fritillaria davidii
- Fritillaria davisii
- Fritillaria delavayi
- Fritillaria drenovskii
- Fritillaria dzhabavae
- Fritillaria eastwoodiae
- Fritillaria eduardii
- Fritillaria ehrhartii
- Fritillaria elwesii
- Fritillaria epirotica
- Fritillaria euboeica
- Fritillaria falcata
- Fritillaria fleischeriana
- Fritillaria forbesii
- Fritillaria frankiorum
- Fritillaria fusca
- Fritillaria gentneri
- Fritillaria gibbosa
- Fritillaria glauca
- Fritillaria graeca
- Fritillaria grandiflora
- Fritillaria gussichiae
- Fritillaria hermonis
- császárkorona (Fritillaria imperialis)
- Fritillaria involucrata
- Fritillaria japonica
- Fritillaria kaiensis
- Fritillaria karelinii
- Fritillaria kittaniae
- Fritillaria koidzumiana
- Fritillaria kotschyana
- Fritillaria kurdica
- Fritillaria lagodechiana
- Fritillaria latakiensis
- Fritillaria latifolia
- Fritillaria legionensis
- Fritillaria liliacea
- Fritillaria lusitanica
- Fritillaria macedonica
- Fritillaria macrocarpa
- Fritillaria maximowiczii
- mocsári kockásliliom (Fritillaria meleagris) - típusfaj
- Fritillaria meleagroides
- Fritillaria messanensis
- Fritillaria michailovskyi
- Fritillaria micrantha
- Fritillaria milasensis
- Fritillaria minima
- Fritillaria minuta
- Fritillaria monantha
- Fritillaria montana
- Fritillaria mughlae
- Fritillaria muraiana
- Fritillaria mutabilis
- Fritillaria obliqua
- Fritillaria ojaiensis
- Fritillaria olgae
- Fritillaria olivieri
- Fritillaria oranensis
- Fritillaria orientalis
- Fritillaria pallidiflora
- Fritillaria pelinaea
- Fritillaria persica
- Fritillaria pinardii
- Fritillaria pinetorum
- Fritillaria pluriflora
- Fritillaria pontica
- Fritillaria przewalskii
- Fritillaria pudica
- Fritillaria purdyi
- Fritillaria pyrenaica
- Fritillaria raddeana
- Fritillaria recurva
- Fritillaria regelii
- Fritillaria reuteri
- Fritillaria rhodia
- Fritillaria rhodocanakis
- Fritillaria rixii
- Fritillaria ruthenica
- Fritillaria serpenticola
- Fritillaria sewerzowii
- Fritillaria shikokiana
- Fritillaria sibthorpiana
- Fritillaria sichuanica
- Fritillaria sinica
- Fritillaria skorpili
- Fritillaria sonnikovae
- Fritillaria etsiotica
- Fritillaria oradum
- Fritillaria stenanthera
- Fritillaria straussii
- Fritillaria striata
- Fritillaria stribrnyi
- Fritillaria taipaiensis
- Fritillaria theophrasti
- Fritillaria thunbergii
- Fritillaria tortifolia
- Fritillaria tubiformis
- Fritillaria unibracteata
- Fritillaria usuriensis
- Fritillaria uva-vulpis
- Fritillaria verticillata
- Fritillaria viridea
- Fritillaria viridiflora
- Fritillaria walujewii
- Fritillaria whittallii
- Fritillaria yuminensis
- Fritillaria yuzhongensis